# Phép phản xạ

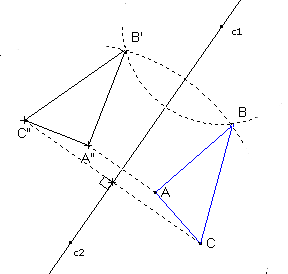
Tam giác ABC và ảnh phản xạ của nó A qua phép phản xạ qua trục đối xứng c_{1}c_{2}.

Trong toán học, phép phản xạ là một ánh xạ đẳng cự từ một không gian Euclid vào chính nó với các điểm cố định nằm trên một siêu phẳng; tập hợp những điểm này được gọi là trục (trong số chiều 2) hay mặt phẳng (trong số chiều 3) đối xứng. Ảnh của một hình bởi phép phản xạ là ảnh gương của nó qua trục hoặc mặt phẳng phản xạ. Chẳng hạn, ảnh gương của chữ cái Latinh thường p đối với phép phản xạ qua trục thẳng đứng sẽ trông giống chữ cái q, còn ảnh của nó đối với phép phản xạ qua trục nằm ngang sẽ trông giống chữ cái b. Phép phản xạ có tính chất tự nghịch đảo: khi được thực hiện hai lần liên tiếp, mỗi điểm sẽ trở về vị trí ban đầu và mỗi đối tượng hình học quay trở lại trạng thái ban đầu.
Thuật ngữ phản xạ (reflection hay reflexion) đôi khi được dùng để chỉ một lớp rộng hơn các ánh xạ từ một không gian Euclid vào chính nó, tức là các phép đẳng cự khác đồng nhất mà tự nghịch đảo. Các phép đẳng cự như vậy có một tập hợp các điểm cố định ("gương") là một không gian afin con, nhưng có thể thấp chiều hơn siêu phẳng. Chẳng hạn phép phản xạ qua một điểm là một phép đẳng cự tự nghịch đảo với chỉ một điểm cố định; ảnh của chữ cái p qua nó sẽ trông giống chữ cái d. Phép toán này đôi khi cũng được gọi là phép nghịch đảo tâm (Coxeter 1969, §7.2), và thể hiện không gian Euclid dưới dạng không gian đối xứng. Trong một không gian vectơ Euclid, phép phản xạ qua điểm gốc tọa độ là tương đương với việc lấy vectơ đối. Một số ví dụ khác bao gồm phép phản xạ qua một đường thẳng trong không gian ba chiều. Tuy nhiên thông thường việc sử dụng thuật ngữ "phép phản xạ" mà không nói rõ thêm có nghĩa là phép phản xạ qua một siêu phẳng.
Một số nhà toán học dùng từ "lật" như một từ đồng nghĩa với "phản xạ" qua một siêu phẳng.

## Cách dựng

Điểm Q là ảnh phản xạ của điểm P qua đường thẳng AB.

Trong hình học phẳng (hoặc tương tự trong không gian), để tìm ảnh phản xạ của một điểm, hạ đường vuông góc từ điểm đó tới trục (hay mặt phẳng) được dùng cho phép phản xạ, sau đó kéo dài với cùng khoảng cách tới bên kia. Để tìm ảnh phản xạ của một hình, ta thực hiện phép phản xạ với từng điểm trong hình.
Bằng thước và compa, quá trình dựng ảnh phản xạ của điểm P qua trục đối xứng AB là như sau (xem hình bên phải):
- Bước 1 (màu đỏ): dựng một đường tròn với tâm tại P và một bán kính cố định r nhỏ hơn độ dài đoạn AB, cắt đoạn AB tại hai điểm A′ và B′, có cùng khoảng cách tới P.
- Bước 2 (màu xanh lục): dựng hai đường tròn với tâm A′ và B′ và đều có bán kính r. P và Q sẽ là các giao điểm của hai đường tròn trên.

Điểm Q sẽ là ảnh phản xạ của điểm P qua trục AB, và thỏa mãn AB là đường trung trực của đoạn PQ.

## Tính chất
Ma trận của một phép phản xạ qua siêu phẳng chứa gốc tọa độ là trực giao với định thức −1 và các giá trị riêng −1, 1, 1, ..., 1. Tích của hai ma trận như vậy là một ma trận trực giao đặc biệt biểu diễn cho một phép quay. Mỗi phép quay là kết quả của một số chẵn lần các phép phản xạ qua các siêu phẳng chứa gốc tọa độ, và mỗi phép quay không chính tắc là kết quả của một số lẻ lần phép phản xạ. Do đó các phép phản xạ sinh ra nhóm trực giao, và kết quả này được biết dưới tên gọi là định lý Cartan–Dieudonné.
Tương tự nhóm Euclid, bao gồm tất cả các phép đẳng cự trong không gian Euclid được sinh bởi các phép phản xạ qua các siêu phẳng afin. Nói chung, một nhóm được sinh bởi các phép phản xạ qua các siêu phẳng afin được gọi là nhóm phản xạ. Các nhóm hữu hạn được sinh bởi cách này là những ví dụ của các nhóm Coxeter.

## Biểu diễn

### Phản xạ qua một đường thẳng trong mặt phẳng
Phản xạ qua một đường thẳng chứa gốc tọa độ trong không gian hai chiều có thể được mô tả bởi công thức sau đây
{\displaystyle \operatorname {Ref} _{l}(v)=2{\frac {v\cdot l}{l\cdot l}}l-v,}
trong đó {\displaystyle v} ký hiệu cho vectơ hay điểm được phản xạ, {\displaystyle l} ký hiệu cho một vectơ bất kỳ nằm trên đường thẳng mà phép phản xạ được thực hiện qua nó, và {\displaystyle v\cdot l} ký hiệu cho tích vô hướng của {\displaystyle v} với {\displaystyle l}. Chú ý rằng công thức trên còn có thể được viết dưới dạng
{\displaystyle \operatorname {Ref} _{l}(v)=2\operatorname {Proj} _{l}(v)-v,}
có nghĩa là phép phản xạ của {\displaystyle v} qua trục {\displaystyle l} bằng 2 lần hình chiếu của {\displaystyle v} lên {\displaystyle l}, trừ đi chính vectơ {\displaystyle v}. Phép phản xạ qua một đường thẳng có các giá trị riêng 1 và −1.

### Phản xạ qua một siêu phẳng trongnchiều
Cho một vectơ {\displaystyle v} trong không gian Euclid {\displaystyle \mathbb {R} ^{n}}, công thức cho phép phản xạ qua siêu phẳng chứa gốc tọa độ, trực giao với {\displaystyle a} được cho bởi
{\displaystyle \operatorname {Ref} _{a}(v)=v-2{\frac {v\cdot a}{a\cdot a}}a,}
trong đó {\displaystyle v\cdot a} ký hiệu cho tích vô hướng của {\displaystyle v} với {\displaystyle a}. Chú ý rằng số hạng thứ hai trong phương trình trên chính là hai lần hình chiếu vectơ của {\displaystyle v} lên {\displaystyle a}. Ta có thể dễ dàng kiểm tra rằng
- Refa(v) = −v, nếu {\displaystyle v} là song song với {\displaystyle a}
- Refa(v) =  v, nếu {\displaystyle v} là vuông góc với {\displaystyle a}.

Sử dụng tích hình học, công thức trên có thể được viết dưới dạng
{\displaystyle \operatorname {Ref} _{a}(v)=-{\frac {ava}{a^{2}}}.}
Bởi các phép phản xạ này là đẳng cự của không gian Euclid và giữ cố định điểm gốc tọa độ nên chúng còn có thể được biểu diễn bởi các ma trận trực giao, và còn được gọi là biến đổi Householder. Ma trận trực giao tương ứng với phép phản xạ trên là ma trận
{\displaystyle R=I-2{\frac {aa^{T}}{a^{T}a}},}
trong đó {\displaystyle I} ký hiệu ma trận đơn vị {\displaystyle n\times n} và {\displaystyle a^{T}} là chuyển vị của {\displaystyle a}. Các hệ số của nó là
{\displaystyle R_{ij}=\delta _{ij}-2{\frac {a_{i}a_{j}}{\left\|a\right\|^{2}}},}
trong đó δij là ký hiệu Kronecker delta.
Công thức cho phép phản xạ qua siêu phẳng afin {\displaystyle v\cdot a=c} không qua gốc tọa độ là
{\displaystyle \operatorname {Ref} _{a,c}(v)=v-2{\frac {v\cdot a-c}{a\cdot a}}a.}